# Il paracadute di Taccola
Il paracadute di Taccola è un album di Luca Bonaffini pubblicato nel 2021 su etichetta discografica Long Digital Playing
L'album è arrangiato e prodotto insieme a Roberto Padovan. 